# Emilia av Oranien
Emilia av Oranien, född 1569, död 1629, var en portugisisk titulärdrottning, gift 1597 med den portugisiske tronpretendenten Emanuel av Portugal (1568–1638). Hon var dotter till Vilhelm I av Oranien och Anna av Sachsen. Hon var politiskt aktiv och har ofta getts en stor plats i historieböckerna.
Emilia blev efter sina föräldrars skilsmässa 1571 uppfostrad hos sin farbror Johannes av Nassau-Dillenburg. Hennes uppfostran var huvudsakligen kalvinistisk, men hon fick också lära sig flera språk. Efter hennes fars död 1584 bad hon hans efterträdare, hennes bror Mauritz av Oranien, om tillåtelse att få återvända till Nederländerna. Hon fick sitt tillstånd 1588 och bosatte sig då i Delft. Eftersom Mauritz föredrog att inte gifta sig saknades en värdinna vid hovet, och Emilia utsågs att fylla den rollen. Hon ville heller inte bli bortgift med någon tysk furste. 
År 1597 anlände de två utomäktenskapliga sönerna till den avsatte kung Anton av Portugal, Christofer och Emanuel, till Nederländerna. Emilia blev förälskad i Emanuel och bestämde sig för att gifta sig med honom. Mauritz vägrade ge sitt tillstånd eftersom Emanuel inte hade några reella utsikter att bestiga Portugals tron och eftersom han var en fattig, utomäktenskaplig katolik. Emilia ställde då brodern inför fullbordat faktum genom att gifta sig med Emanuel i alla fall i en katolsk ceremoni. Paret skildes genast åt och Emanuel förvisades till Tyskland, men efter en hungerstrejk tilläts Emilia följa honom dit. Hon drev sedan en kampanj för att få återvända med maken. 
År 1598, kanske tack vare Emilias graviditet, fick paret tillåtelse att återvända till hovet i Nederländerna. Emilia och Mauritz försonades dock inte förrän 1608. Paret försörjdes av Emilias pengar. År 1625 separerade Emilia och Emanuel då han sålde sina rättigheter till Portugals tron till Spanien och flyttade med en av sönerna till det spanska ståthållarhovet hos Isabella Clara Eugenia av Spanien i Bryssel. Emilia flyttade med sina döttrar till Genève 1627. 
Emilia har varit föremål för många böcker och är en känd gestalt inom den nederländska litteraturen.